# Boston Marathon 1938
De Boston Marathon 1938 werd gelopen op dinsdag 19 april 1938. Het was de 42ste editie van de Boston Marathon. Aan deze wedstrijd mochten geen vrouwen deelnemen. De Amerikaan Leslie Pawson kwam als eerste over de streep met een tijd van 2:35.34,8.
Het parcours is te kort gebleken. Het had namelijk niet de vereiste lengte van 42,195 km, maar slechts 41,1 km.

## Uitslag
| rang   | naam             | land | tijd      |
| ------ | ---------------- | ---- | --------- |
| Goud   | Leslie Pawson    | USA  | 2:35.34,8 |
| Zilver | Pat Dengis       | USA  | 2:36.41,4 |
| Brons  | John A. Kelley   | USA  | 2:37.34,6 |
| 4      | Mel Porter       | USA  | 2:39.55   |
| 5      | Paul Donato      | USA  | 2:42.05,2 |
| 6      | Michael Mansulla | USA  | 2:42.30,6 |
| 7      | Clarence DeMar   | USA  | 2:43.30,4 |
| 8      | Gérard Côté      | CAN  | 2:44.01,4 |
| 9      | Walter Hornby    | CAN  | 2:44.39,8 |
| 10     | Fred Ward        | USA  | 2:47.14,8 |

1897 ·
1898 ·
1899 ·
1900 ·
1901 ·
1902 ·
1903 ·
1904 ·
1905 ·
1906 ·
1907 ·
1908 ·
1909 ·
1910 ·
1911 ·
1912 ·
1913 ·
1914 ·
1915 ·
1916 ·
1917 ·
1918 ·
1919 ·
1920 ·
1921 ·
1922 ·
1923 ·
1924 ·
1925 ·
1926 ·
1927 ·
1928 ·
1929 ·
1930 ·
1931 ·
1932 ·
1933 ·
1934 ·
1935 ·
1936 ·
1937 ·
1938 ·
1939 ·
1940 ·
1941 ·
1942 ·
1943 ·
1944 ·
1945 ·
1946 ·
1947 ·
1948 ·
1949 ·
1950 ·
1951 ·
1952 ·
1953 ·
1954 ·
1955 ·
1956 ·
1957 ·
1958 ·
1959 ·
1960 ·
1961 ·
1962 ·
1963 ·
1964 ·
1965 ·
1966 ·
1967 ·
1968 ·
1969 ·
1970 ·
1971 ·
1972 ·
1973 ·
1974 ·
1975 ·
1976 ·
1977 ·
1978 ·
1979 ·
1980 ·
1981 ·
1982 ·
1983 ·
1984 ·
1985 ·
1986 ·
1987 ·
1988 ·
1989 ·
1990 ·
1991 ·
1992 ·
1993 ·
1994 ·
1995 ·
1996 ·
1997 ·
1998 ·
1999 ·
2000 ·
2001 ·
2002 ·
2003 ·
2004 ·
2005 ·
2006 ·
2007 ·
2008 ·
2009 ·
2010 ·
2011 ·
2012 ·
2013 ·
2014 ·
2015 ·
2016 ·
2017 ·
2018 ·
2019 ·
2020 ·
2021 ·
2022